# Мендель, Иоганн Якоб
Иоганн Якоб Мендель (нем. Johann Jakob Mendel; 8 сентября 1809, Дармштадт — 22 декабря 1881, Берн) — швейцарский органист, дирижёр и композитор германского происхождения.
Окончил Парижскую консерваторию, ученик Луиджи Керубини. С 1830 г. жил и работал в Берне, был органистом кафедрального собора, руководил различными хоровыми коллективами. Автор преимущественно хоровых и органных сочинений. Доктор honoris causa (1864) и почётный профессор (1875) Бернского университета.